# 名倉誾一郎
名倉 誾一郎（なぐら ぎんいちろう、1860年2月5日（安政7年1月14日） - 1930年6月20日もしくは6月22日）は日本の植物研究家である。三河地方の植物調査を行った。
三河国西尾（現在の愛知県西尾市）に福島藩（のち重原藩）の貝吹陣屋代官家に生まれた。はじめは医者を志して東京の慶應義塾や京都で学ぶが兄をなくし家を継ぐために西尾に戻った。愛知県水産試験場の嘱託となり、岡村金太郎の指導を受けて、「尾三沿海植物調査」などを発表した。牧野富太郎の指導も受け、愛知県の陸上植物の研究を行い、『愛知県植物志料』を発表した。
ミカワタヌキモなどを発見し、ミカワタヌキモは、牧野によってUtricularia nagurai Makino（Utricularia gibba L. = イトタヌキモのシノニム）と命名された。